# Xã Crawford, Quận Washington, Arkansas
Xã Crawford (tiếng Anh: Crawford Township) là một xã thuộc quận Washington, tiểu bang Arkansas, Hoa Kỳ. Năm 2010, dân số của xã này là 1.049 người.